# 엠마뉴엘 3 - 굿바이 엠마뉴엘
《엠마뉴엘 3 - 굿바이 엠마뉴엘》(Goodbye Emmanuelle)은 프랑스에서 제작된 프랑수아 르테리에 감독의 1977년 드라마 영화이다. 실비아 크리스텔 등이 주연으로 출연하였고 미셀 초쿠엣 등이 제작에 참여하였다.

## 출연

### 주연
- 실비아 크리스텔
- 움베르토 오르시니

### 조연
- 장-피에르 부비어
- 알렉산드라 스튜어트
- 올가 조지스-피코
- 샤롯 알렉산드라
- 캐롤라인 로렌스
- 실비 페넥
- 자크 도니올-발크로즈
- 봅 아스클로프
- 그렉 제르망

## 기타
- 미술: 프랑수아 드 라모스
- 의상: 캐서린 레터리어